# Euploea parvior
Euploea parvior är en fjärilsart som beskrevs av Tryon 1889/90. Euploea parvior ingår i släktet Euploea och familjen praktfjärilar. Inga underarter finns listade i Catalogue of Life.